# خواشچنو
خواشچنو (به لهستانی:  Chwaszczyno) یک روستا در لهستان است که در گمینا ژوکووو واقع شده‌است. خواشچنو ۲٬۶۷۸ نفر جمعیت دارد.